# Cu C de la Crimă
Cu C de la Crimă (engleză: Dial M for Murder) (1954) este un film thriller american regizat de Alfred Hitchcock, cu Ray Milland, Grace Kelly și Robert Cummings. Pelicula este o adaptare a unei piese de teatru de succes scrisă de Frederick Knott, filmul fiind lansat de studioul  Warner Bros.
Scenariul și piesa de teatru pe care se bazează filmul au fost atât scrise de dramaturgul englez Frederick Knott, ale cărui lucrări literare de multe ori s-au concentrat asupra femeilor inocente care devin potențiale victime ale comploturilor sinistre. Piesa de teatru a avut premiera în 1952 la BBC, înainte de a fi jucată pe scenă, în același an, la teatrul West End din Londra, în luna iunie, și apoi pe Broadway din New York în octombrie.
Unicul decor al piesei de teatru este camera de zi a apartamentului familiei Wendice din Londra (61A Charrington Gardens, Maida Vale). Filmul lui Hitchcock conține un al doilea decor, un club de gentlemeni, la care se adaugă ieșirea cu scări a apartamentului unde Tony Wendice ascunde cheia de la ușă, câteva vederi în afara străzii și un montaj cu o sală de judecată stilizată. După ce a văzut piesa pe Broadway, Cary Grant a dorit să interpreteze rolul lui Tony Wendice, dar șefii studioului au considerat că publicul nu l-ar putea accepta ca fiind omul care aranjează să-și ucidă nevasta.
În iunie 2008, Institutul American de Film a prezentat lista sa cu cele mai bune 10 filme, filmul Cu C de la Crimă fiind clasat pe locul 9 la secțiunea cele mai bune filme în genul mister.

## Prezentare
Tony Wendice este un fost jucător profesionist de tenis care locuiește într-un apartament din Londra împreună cu soția sa cea bogată, Margot. Tony s-a retras din tenis după ce Margot s-a plâns de programul său încărcat, dar între timp ea începe o aventură cu scriitorul american de ficțiune-criminalistcă Mark Halliday. Tony, în secret, știe de această aventură. Motivat de resentimente, gelozie și de lăcomie, Tony pune la cale un plan de a o ucide pe Margot. 

## Distribuție
- Ray Milland este Tony Wendice
- Grace Kelly este Margot Mary Wendice
- Robert Cummings este Mark Halliday
- John Williams este Inspector-șef Hubbard
- Anthony Dawson este Captain Lesgate (Swann)
- Leo Britt este the storyteller at the party
- Patrick Allen este Detective Pearson
- George Leigh este Detective Williams
- George Alderson este First Detective
- Robin Hughes este Police Sergeant

## Premii
American Film Institute
- AFI's 100 Years...100 Thrills – locul #48
- AFI's 100 Years...100 Heroes and Villains – nominalizare a răufăcătorului Tony Wendice
- AFI's 100 Years of Film Scores – nominalizare
- AFI's 10 Top 10 – locul #9 în clasamentul filmelor de mister

## Legături externe
- Dial M for Murder la Internet Movie Database
- Dial M for Murder la Allmovie
- Dial M for Murder la Rotten Tomatoes